# Pomocnicza jednostka pływająca

Bandera pjp

Emblemat poławiacza torped "K-8"

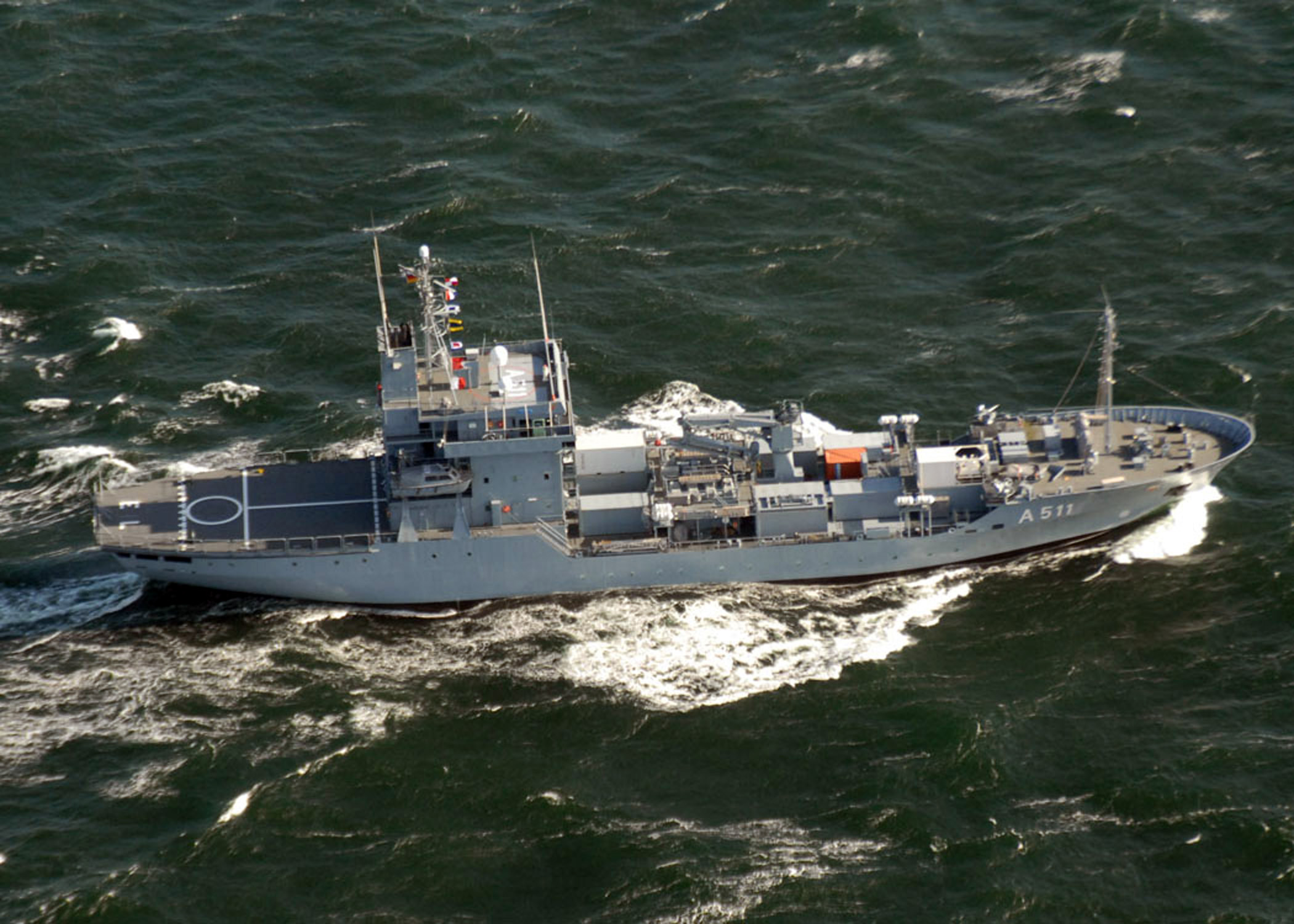
Niemiecki okręt naprawczy "Elbe"

Pomocnicza jednostka pływająca – rodzaj uzbrojonego lub nieuzbrojonego okrętu pełniącego pomocniczą rolę w stosunku do okrętów bojowych. Przeznaczona jest do zabezpieczenia gotowości bojowej okrętów i ich codziennej eksploatacji.
Do pomocniczych jednostek pływających zalicza się przede wszystkim okręty ratownicze, okręty-bazy, zbiornikowce, okręty warsztatowe, poławiacze torped, okręty doświadczalno-badawcze, pływające stacje demagnetyzacyjne, holowniki, lodołamacze i kutry (poza bojowymi). Są to przeważnie niewielkie jednostki, zabezpieczające działalność sił głównych w portach wojennych oraz na obszarach operacyjnych floty.

## W Polsce
W Polsce mniejsze pomocnicze jednostki pływające zazwyczaj nie mają nadanych nazw, a do ich identyfikacji służy numer burtowy lub znak taktyczny. W oficjalnej klasyfikacji (rangi okrętów) przyporządkowana jest im IV ranga. Jednostki pływające tej rangi mają numery burtowe złożone z litery (bądź dwóch liter) i liczby, w odróżnieniu od okrętów rang I-III, opisanych wyłącznie ciągiem składającym się z trzech cyfr. Litery służą do określania klasy, a następujące po nich liczby określają numer porządkowy danej jednostki. Przykładowo oznaczenia burtowe holowników zaczynają się od "H", motorówek od "M", stacji demagnetyzacyjnych od "SD", natomiast zbiornikowców od "Z". Pomocniczymi jednostkami pływającymi są wyłącznie statki wodne, a barki, warsztaty pływające (oznaczone odpowiednio literami "B i "W") oraz inne jednostki pływające pozbawione własnego napędu nie są zaliczane do pomocniczych jednostek pływających i nie noszą jakiejkolwiek bandery.
Banderę pomocniczych jednostek pływających stanowi prostokątny płat tkaniny koloru błękitnego, którego stosunek szerokości do długości wynosi 3:5. W lewym górnym rogu widnieje wizerunek bandery wojennej Rzeczypospolitej Polskiej. Stosunek długości bandery wojennej do całkowitej długości bandery pomocniczych jednostek pływających wynosi 1:2.
W 2007 roku pomocnicze jednostki pływające zgrupowane były w dwóch dywizjonach pomocniczych jednostek pływających przy komendach portów wojennych w Gdyni i Świnoujściu. Jeszcze około 2000 roku istniały: 42 dywizjon Pomocniczych Jednostek Pływających w Świnoujściu, 43 dywizjon Pomocniczych Jednostek Pływających w Helu, 45 dywizjon Pomocniczych Jednostek Pływających w Gdyni oraz grupa Pomocniczych Jednostek Pływających w Kołobrzegu. Reorganizacja jednostek wojskowych tego typu związana była z rozformowaniem komend portów wojennych w Helu i Kołobrzegu oraz redukcją liczby pomocniczych jednostek pływających w polskiej Marynarce Wojennej.

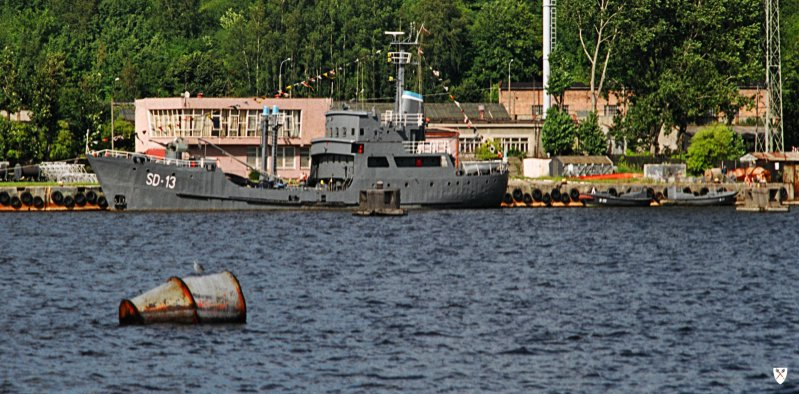
Pływająca stacja demagnetyzacyjna projektu B208 SD-13 w Porcie Wojennym Gdynia
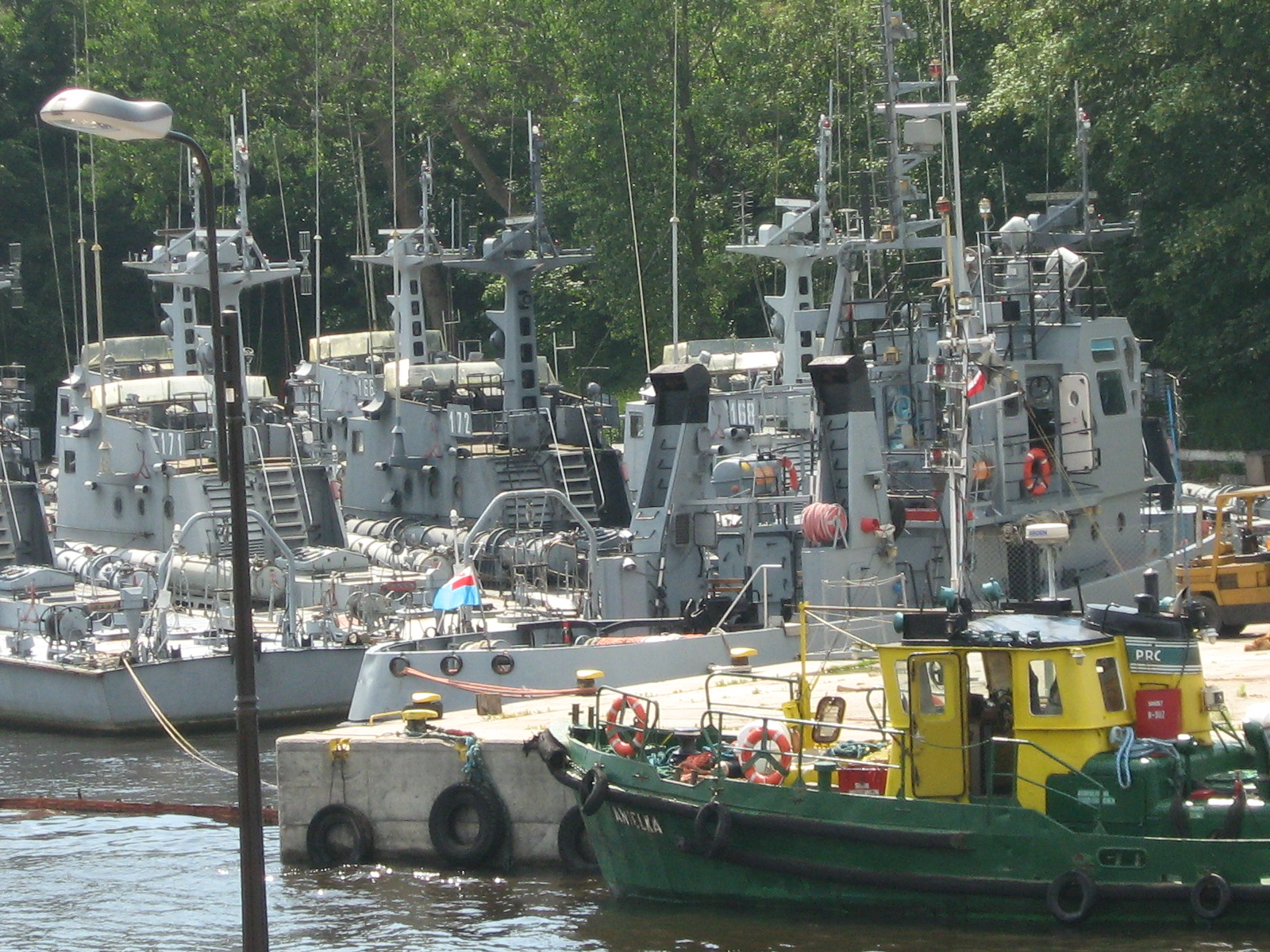
Holownik H-9 z widoczną na drzewcu rufowym banderą pjp w Kołobrzegu
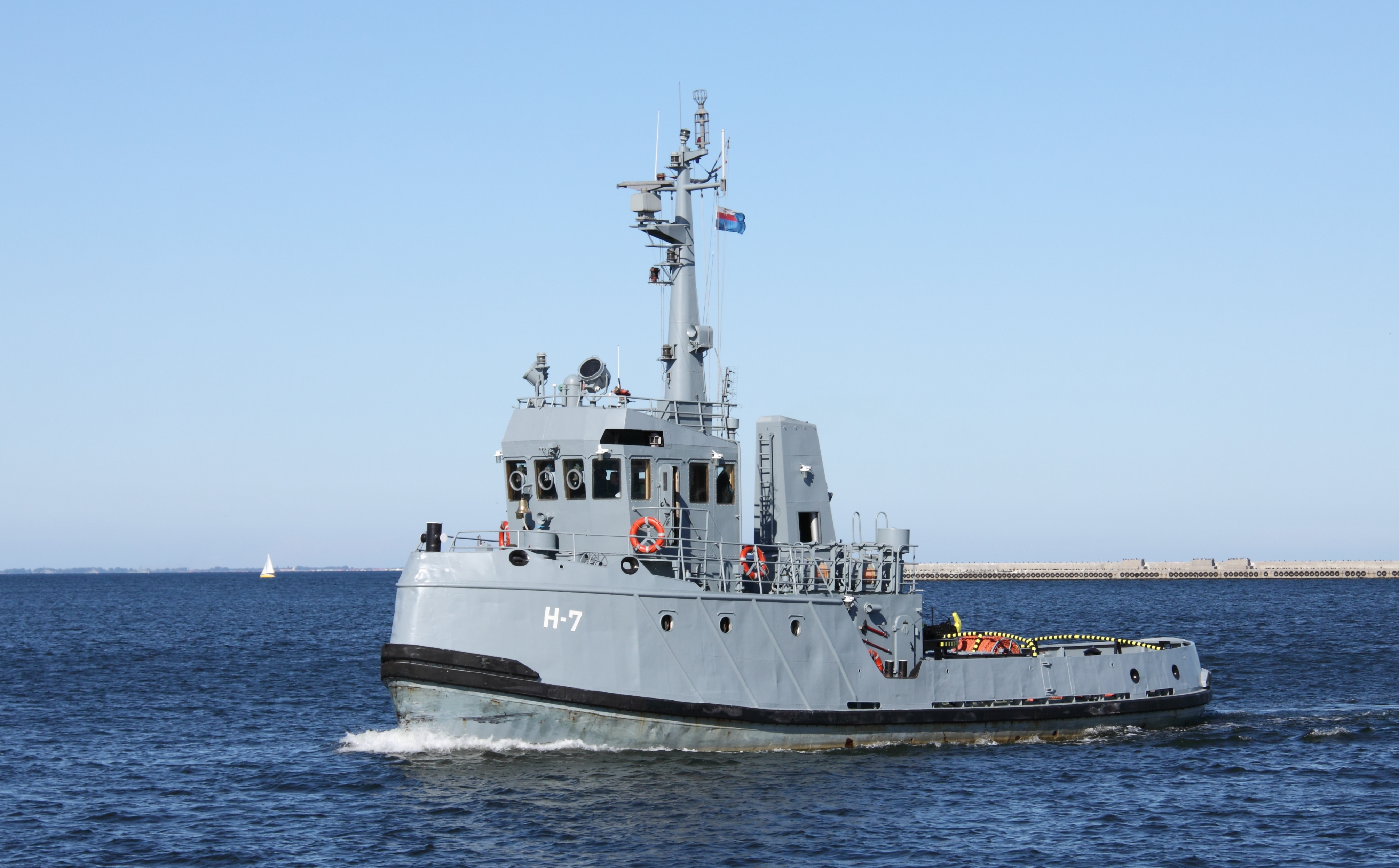
Holownik H-7 obsługujący Port Wojenny Gdynia